# Іоанніс Х. Політіс
Іоанніс Х. Політіс (грец. Ιωάννης Χ. Πολίτης, 1886, Пірей — 1968, Афіни) — грецький ботанік, фізик.

## Біографічні відомості
Іоанніс Х. Політіс народився в Піреї 1886 року. Закінчив середню школу у своєму рідному місті. Потім навчався в Національному університеті, а також університетах Неаполя, Риму і Падуї, де здобув докторський ступінь в галузі фізики 1911 року. Після цього призначений почесним куратором ботанічної лабораторії в Падуї.
Після повернення до Греції був призначений директором Державного фітопатологічної лабораторії і професором лісничої школи. 1919 року обраний професором ботаніки Афінського університету, 1920 року став деканом Афінського університету (1944—1945).
Він був членом Афінської академії від моменту її створення 1926 року і одним із засновників Вищої школи лісового господарства. 1949 року був президентом Афінської академії.